# Geoffrey Ozin
Geoffrey Alan Ozin (Londres, 23 de agosto de 1943) es un químico británico, catedrático de investigación de nivel 1 de Canadá en química de materiales y profesor universitario distinguido en la Universidad de Toronto.

## Biografía
Nació en Londres el 23 de agosto de 1943. Con la intención de entrar en el negocio familiar de la moda y la sastrería, ingresó al King's College de Londres en 1962, siendo el primer miembro de su familia en asistir a la universidad.
Se graduó con una licenciatura en química en el King's College en 1965, y obtuvo su doctorado en química inorgánica en el Oriel College de Oxford en 1967 con Ian R. Beattie como profesor.
Fue becario postdoctoral de Imperial Chemical Industries en la Universidad de Southampton entre 1967 y 1969.
Es cofundador de tres empresas universitarias:
- Torrovap en 1985, que fabrica instrumentación científica de síntesis de vapores metálicos
- Opalux en 2006, que desarrolla cristales fotónicos sintonizables
- Solistra en 2019, que desarrolla fotocatalizadores y fotorreactores para la producción de hidrógeno a partir de dióxido de carbono y metano.[6]

## Premios y reconocimientos
Ozin ha recibido numerosos premios por su investigación sobre nanomateriales, incluida la Medalla y el Premio Meldola en 1972, la Medalla en memoria de Rutherford en 1982, el Premio Mundial de Ciencias Albert Einstein en 2011, el Premio Centenario de la Royal Society of Chemistry en 2015 y el Premio Humboldt en 2005 y 2019.
Es miembro de la Royal Society of Canada desde 1992.